# Слобода-Шлышковецкая
Слобода-Шлышковецкая (укр. Слобода-Шлишковецька) — село на Украине, находится в Могилёв-Подольском районе Винницкой области.
Население по переписи 2001 года составляет 538 человек. Почтовый индекс — 24051. Телефонный код — 4337.
Занимает площадь 1,4 км².

## Адрес местного совета
24050, Винницкая область, Могилёв-Подольский р-н, с. Грушка, ул. 70-летия Октября, 78